# HQ Гидры
HQ Гидры (лат. HQ Hydrae), HD 69997 — одиночная переменная звезда в созвездии Гидры на расстоянии приблизительно 355 световых лет (около 109 парсек) от Солнца. Видимая звёздная величина звезды — от +6,33m до +6,29m.
Открыта И. Дж. Данцигером и Р. Дж. Дикенсом в 1966 или 1967 году*.

## Характеристики
HQ Гидры — жёлто-белая пульсирующая переменная звезда типа Дельты Щита (DSCTC) спектрального класса F2IV, или F3IIIp, или F3III, или A8-F2, или A5. Масса — около 2,143 солнечной, радиус — около 3,502 солнечного, светимость — около 28,423 солнечной. Эффективная температура — около 7082 K.

## Планетная система
В 2019 году учёными, анализирующими данные проектов HIPPARCOS и Gaia, у звезды обнаружена планета HIP 40766 b.